# Église Sainte-Anne de l'Étang-la-Ville
L'église Sainte-Anne est située à L'Étang-la-Ville, dans les Yvelines.

## Description
C'est une église orientée, de plan longitudinal, dont la nef est terminée par un chevet plat.
Un vitrail représente la Vierge plaçant l'église sous la protection de sainte Anne.
L'édifice est inscrit aux monuments historiques depuis 1926.

## Historique
À cet édifice construit au XIIe siècle, fut adjoint au XVe siècle par Blaise Séguier, seigneur de L’Étang-la-Ville, une chapelle de style sur le côté nord du chœur.
Le presbytère est reconstruit au XVIIe siècle.

## Galerie d'images

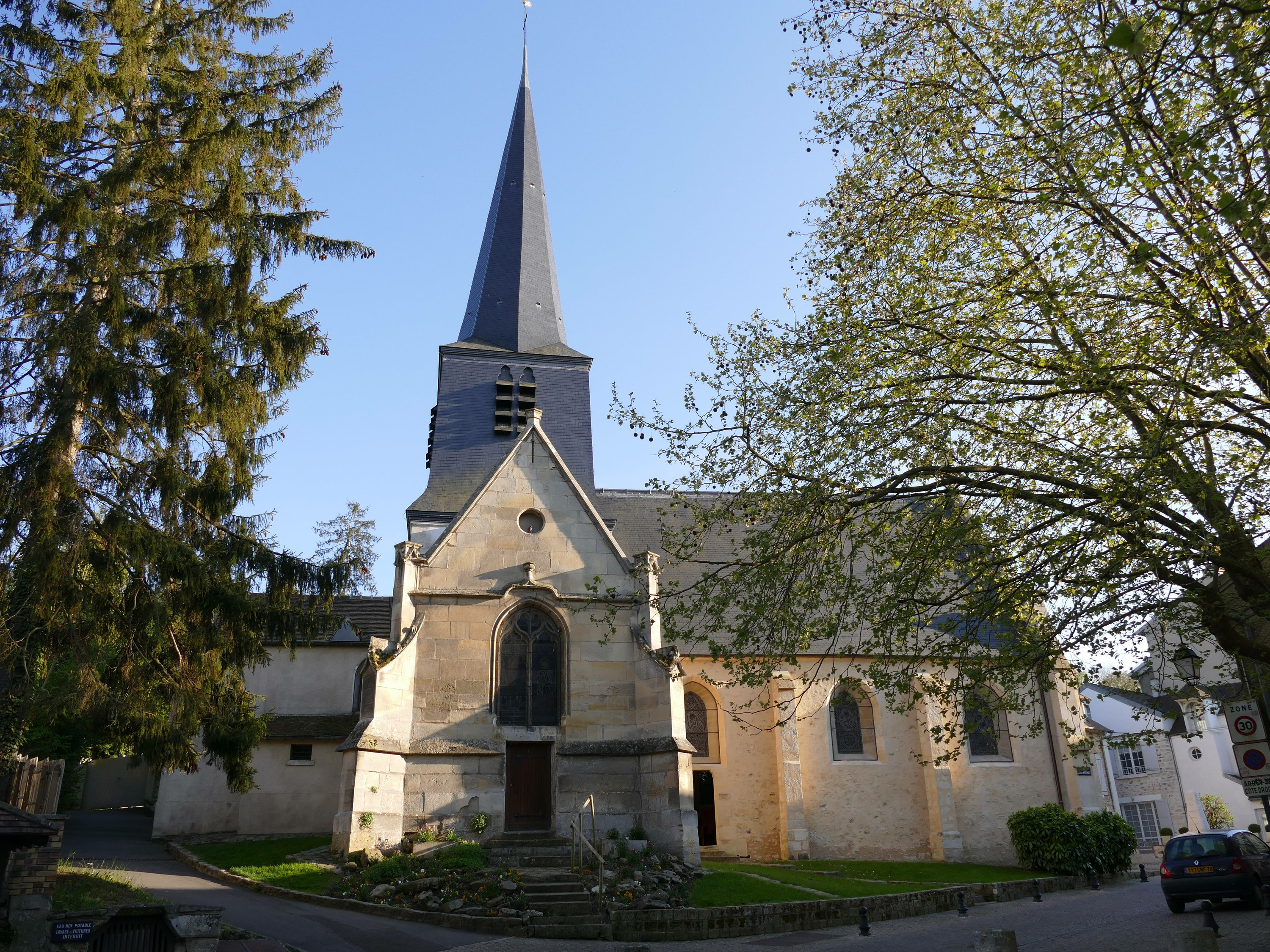
Autre vue
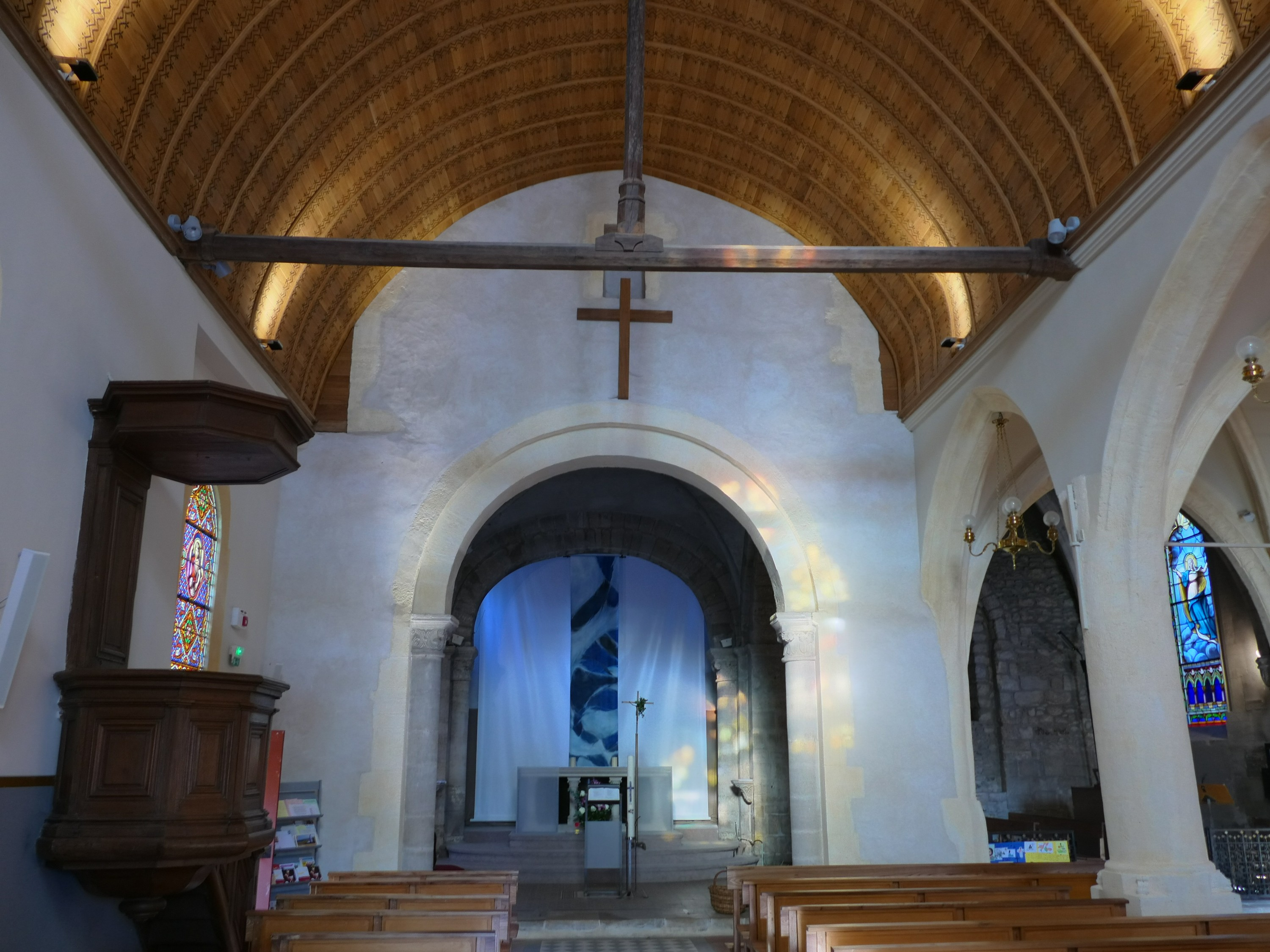
La nef et le chœur
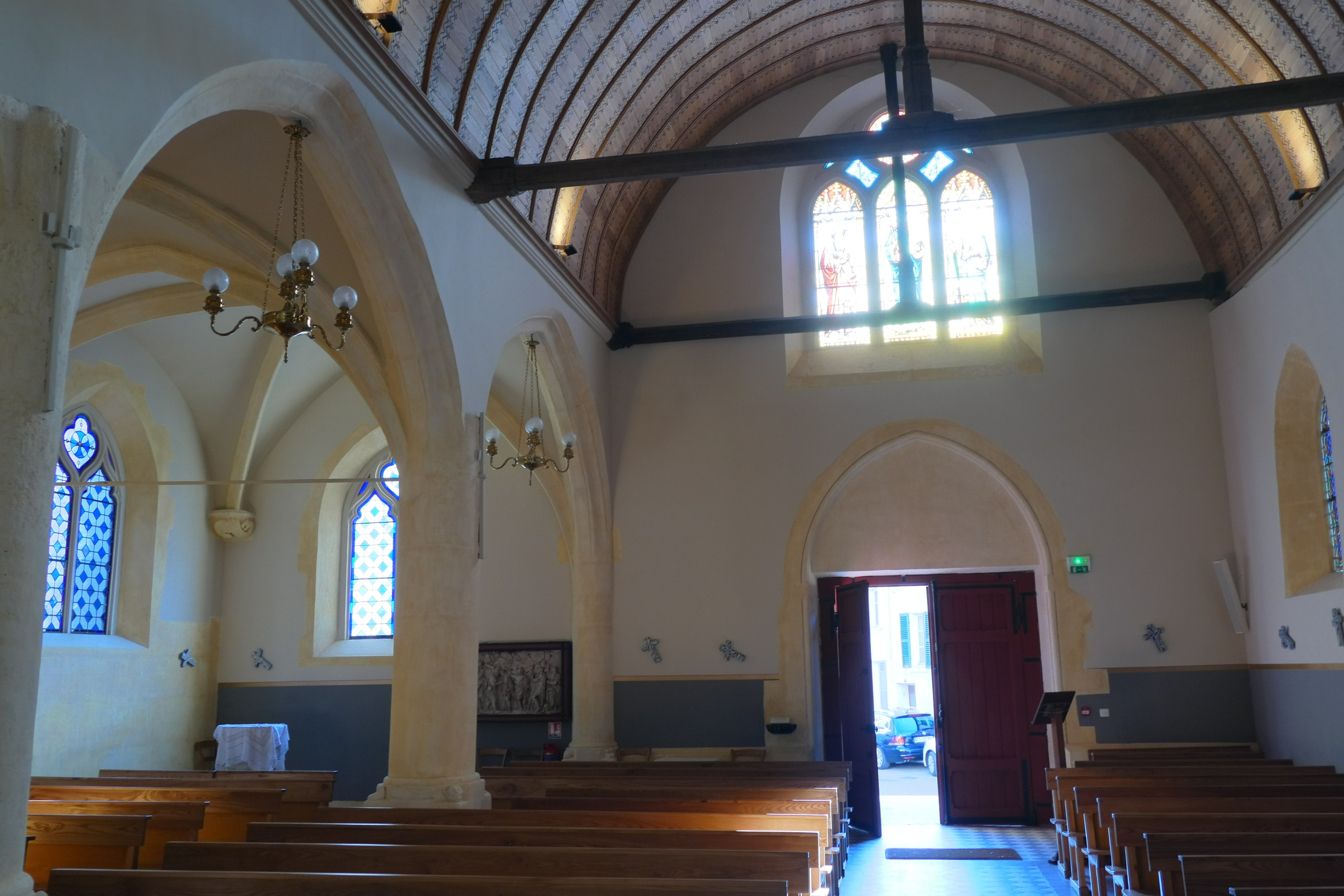
La nef et l'entrée
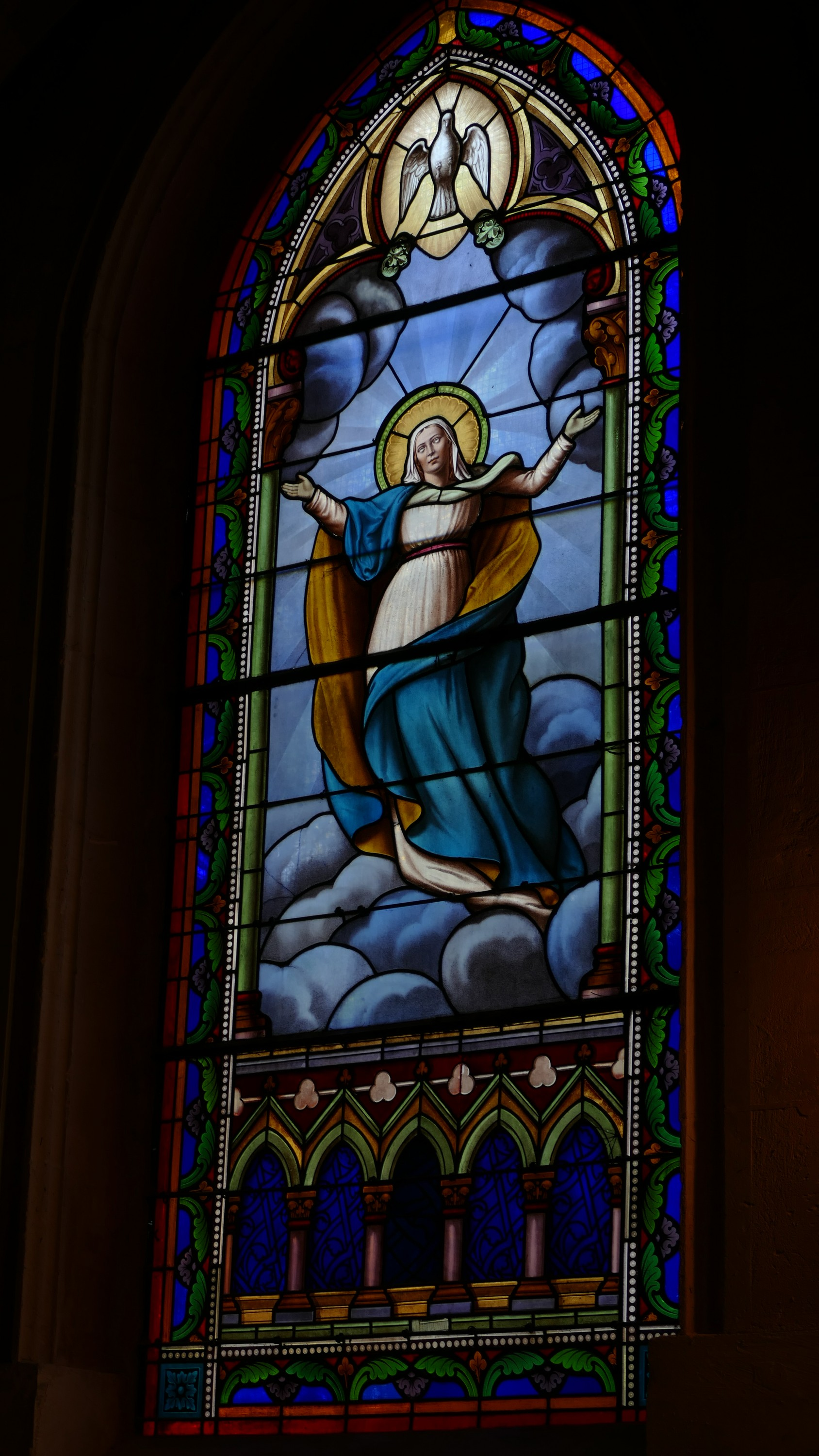
Vitrail
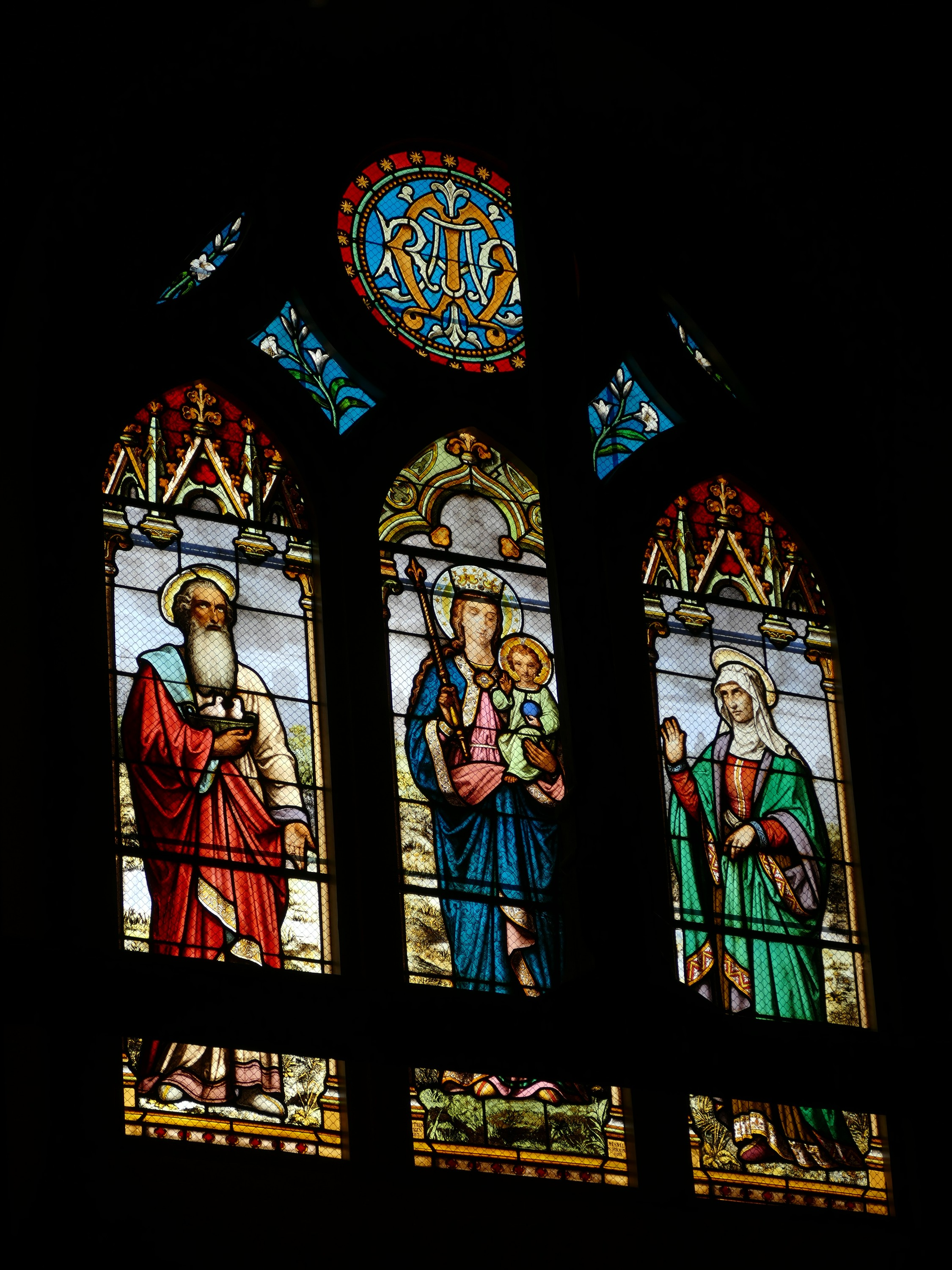
Vitrail